# Monture Nikon Z
La monture Z est une monture d'objectif de la marque Nikon. Elle accompagne la création de la gamme d'appareils photographiques hybrides Nikon Z plein format en 2018. Comme toutes les montures d'appareils photographiques à objectifs interchangeables, elle permet de fixer des objectifs sur un boitier. Elle apparaît quasiment en même temps que la monture Canon RF et l'ouverture de la monture L créée par le constructeur Leica aux entreprises Panasonic et Sigma qui annoncent des projets de boîtiers hybrides plein format. Elle correspond donc à l'évolution de la photographie plein format professionnelle vers les appareils photographiques hybrides.

## Historique
En octobre 2013, Sony présente le premier appareil photographique hybride doté d'un capteur plein format (24 × 36 mm), le Sony Alpha 7. Cette taille de capteur était jusqu'alors surtout utilisée dans le marché des appareils reflex dominé par Canon et Nikon. La gamme d'hybride plein format Sony Alpha connaît un succès croissant au fil des années et des modèles. Sony devient ainsi en avril 2017 le deuxième vendeur de boîtiers plein format derrière les reflex de Canon mais devant ceux de Nikon. En août 2018, l'entreprise clame même être devenue première. 
Pendant ce temps, Canon et Nikon ne sont présents sur le marché des hybrides qu'avec leurs gammes plus grand public, les Canon EOS M au format APS-C lancés en 2012 et les Nikon 1 au format 1" lancés en 2011. Mais en 2018, les rumeurs se font insistantes sur le fait que les deux constructeurs leaders sur les reflex seraient en train de mettre au point des hybrides plein format en réponse aux Sony Alpha. Finalement, Nikon annonce le 25 juillet 2018 ses premiers hybrides plein format, les Nikon Z6 et Z7, avec la nouvelle monture d'objectif Nikon Z. Le 5 septembre 2018, Canon annonce à son tour la sortie de son premier hybride plein format, le Canon EOS R, avec la nouvelle monture RF.

## Caractéristiques techniques

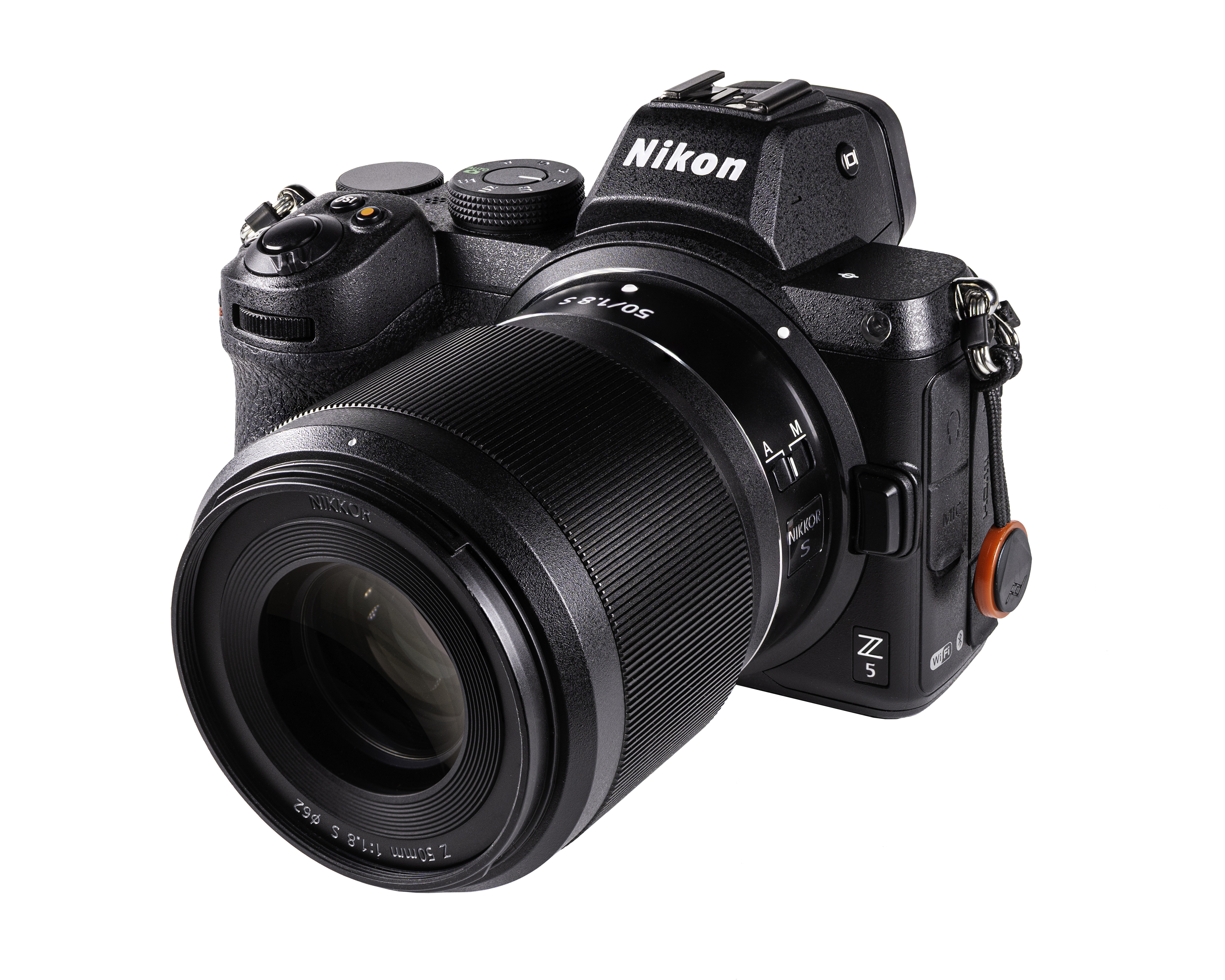
Monture Nikon Z avec objectif Nikkor Z 50mm f/1.8S.

Cette monture a un diamètre interne de 55 mm, et un tirage mécanique de 16 mm. Sa baïonnette est constituée de 4 ailettes. Elle dispose de 11 contacts électriques pour communiquer avec le boîtier.
Cette monture est donc beaucoup plus large que la monture F qui équipe les appareils photos reflex de la marque (44 mm) et son tirage est beaucoup plus court puisque la monture F a un tirage de 46,50 mm. La suppression du miroir basculant de la visée optique des appareils reflex a permis ce raccourcissement du tirage. Selon les opticiens ces caractéristiques permettent de créer des optiques plus lumineuses avec une meilleure qualité optique. Cela permet notamment de limiter sensiblement la puissance du retrofocus sur les objectifs grand angle. Ce faible tirage mécanique permet aussi d'améliorer relativement la compacité et la réduction de poids des boîtiers, ainsi que des objectifs à caractéristiques techniques comparables. Le fabricant a prévu la bague d'adaptation FTZ (F to Z) qui permet d'utiliser les objectifs de la monture F sur les boîtiers ayant une monture Z.